# Gerhard Boetzelen
Hans Gerhard Boetzelen (* 7. Januar 1906 in Bernburg (Saale); † 27. Februar 1995 in York, Pennsylvania) war ein deutscher Rudersportler und Olympiazweiter im Doppelzweier von 1932.
Boetzelen startete für den Berliner Ruder-Club. 1929 gewann er im Einer seinen ersten deutschen Meistertitel, wobei er den fünffachen Meister Walter Flinsch auf den zweiten Platz verwies. Mit Max Seeling belegte er den zweiten Platz im Doppelzweier. 1930 konnte Boetzelen seinen Titel im Einer erfolgreich verteidigen. 1931 wechselte Herbert Buhtz aus Magdeburg zum Berliner RC und bildete mit Boetzelen einen Doppelzweier. Die beiden siegten 1931 bei der Deutschen Meisterschaft, im Einer siegte Buhtz, während Boetzelen den dritten Platz belegte. Bei den Olympischen Spielen 1932 in Los Angeles erruderten Buhtz und Boetzelen die Silbermedaille hinter den beiden US-Amerikanern Kenneth Myers und William Gilmore.
1933 rückte Boetzelen auf die Position des Berliner Gausportwarts der Organisation Kraft durch Freude. Später wurde er Gausportlehrer der NSDAP und betreute den Sport in den NS-Ordensburgen. Am 2. Februar 1943 nach dem Ende der Schlacht von Stalingrad veröffentlichte Boetzelen im Reichsportblatt einen Durchhalteaufruf. Nach dem Krieg konnte sich Boetzelen in die Vereinigten Staaten absetzen.